# Quadrilátero Wesleyano

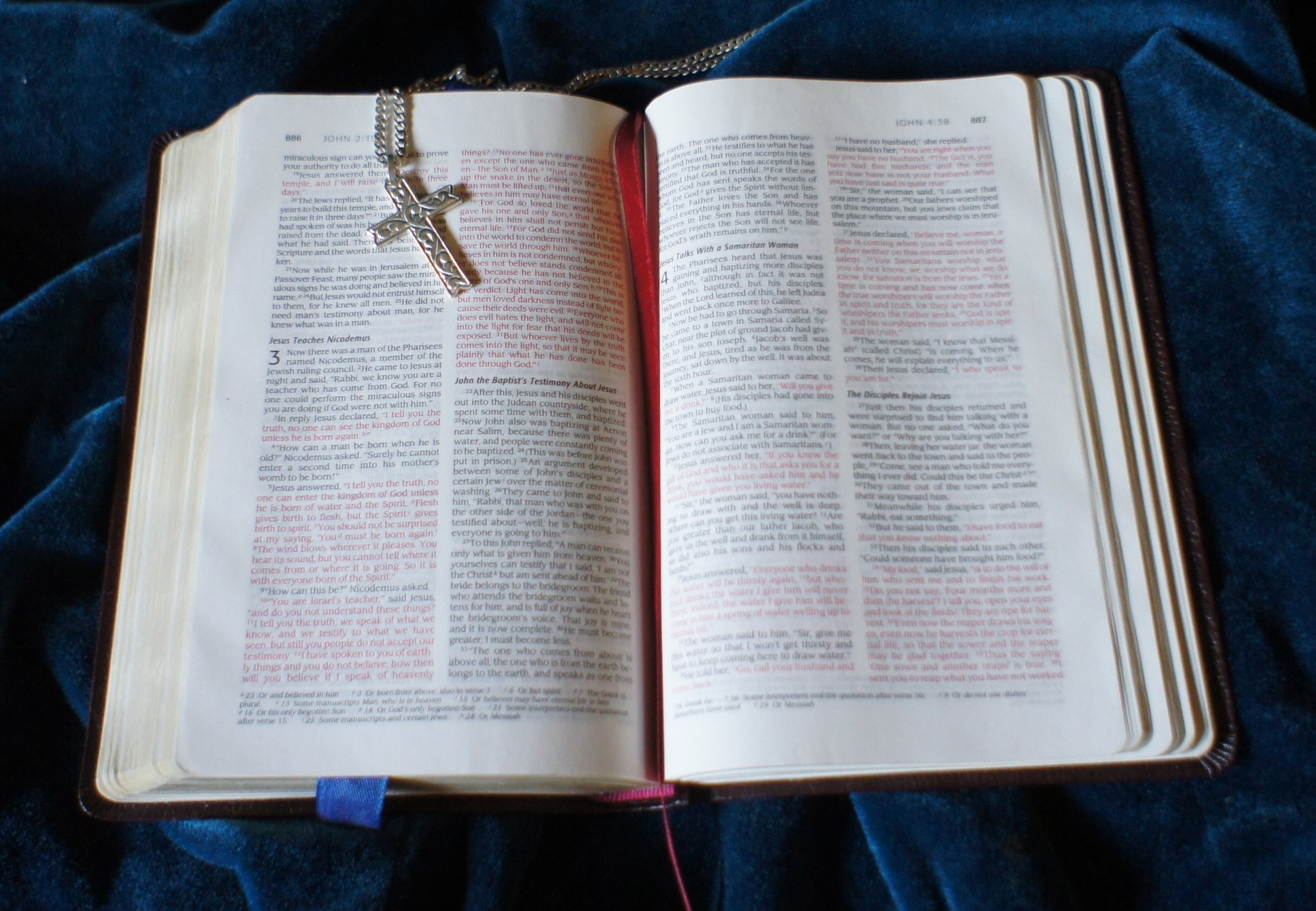
As Escrituras são a fonte primária de autoridade teológica no Quadrilátero

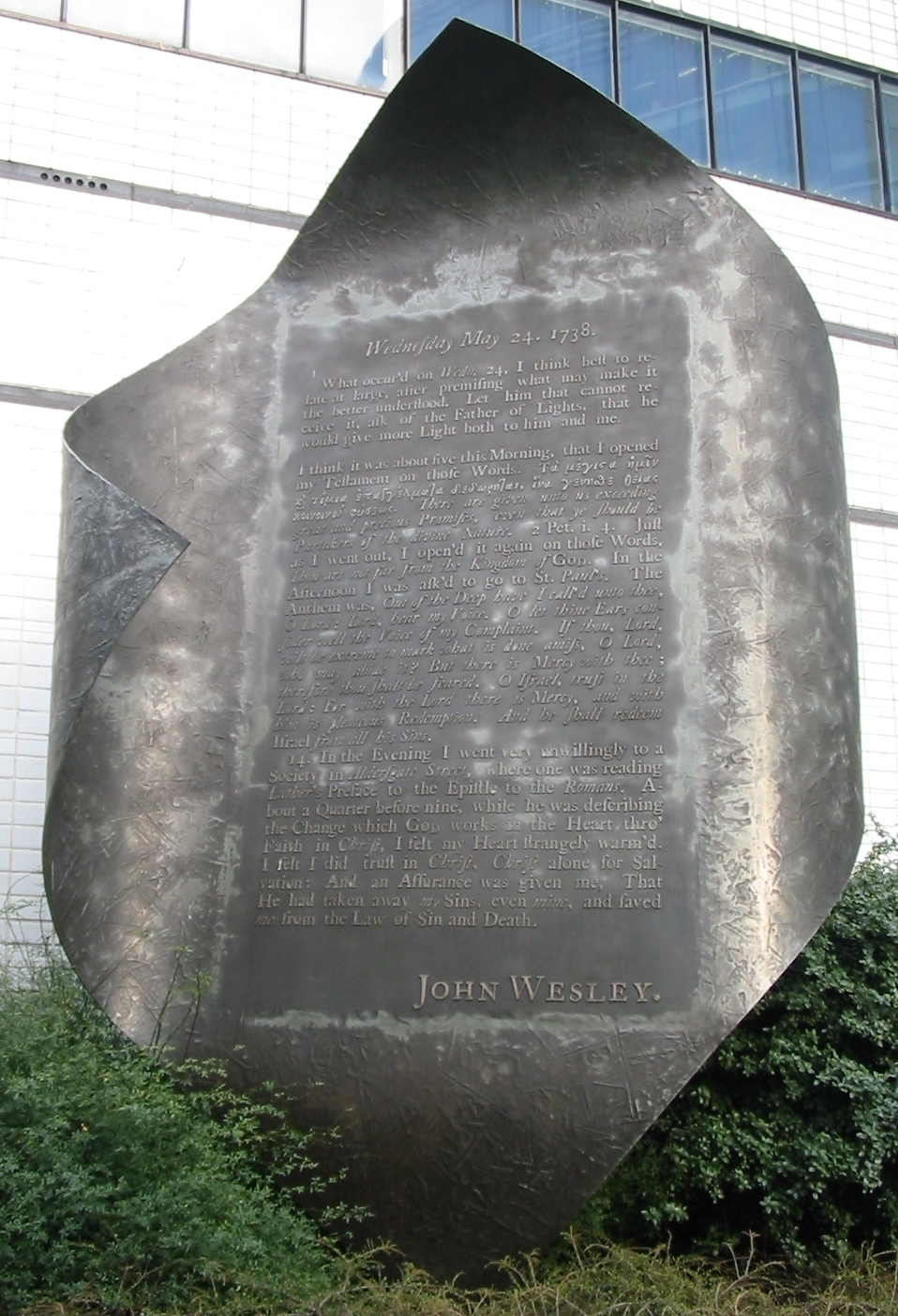
A experiência pessoal é uma fonte adicional de autoridade. Na foto está um memorial à conversão e experiência de segurança do próprio Wesley.

O Quadrilátero Wesleyano,  ou Quadrilátero Metodista,  é uma metodologia de reflexão teológica que é atribuída a John Wesley, líder do movimento metodista no final do século XVIII. O próprio termo foi cunhado pelo estudioso metodista americano do século XX , Albert C. Outler .  
O Quadrilátero Wesleyano explica a crença metodista da prima scriptura   . Este método baseia no ensino das quatro fontes como base do desenvolvimento teológico e doutrinário. Essas quatro fontes são principalmente as Escrituras, juntamente com a tradição, a razão e a experiência cristã.

## Descrição
Após a adequada análise do trabalho de Wesley, Albert Outler teorizou que Wesley usou quatro fontes diversas para chegar a certas conclusões teológicas.  Wesley acreditava, em primeiro lugar, que o núcleo vivo da fé cristã era revelado nas “Escrituras” como a única fonte fundamental. A centralidade das Escrituras era tão importante para Wesley que ele se autodenominava “ um homem de um só livro ”.  Todavia, a doutrina tinha que estar de acordo com a “ tradição” da  ortodoxia cristã. Assim, a tradição tornou-se, para ele, o aspecto secundário de seu "Quadrilátero". Além disso, Wesley acreditava que a fé é mais do que um simples reconhecimento de ideias. Para ele, como teólogo prático, a parte do método teológico envolve fé “experimental”. Dito de outro modo, a verdade, se realmente for verdade, deveria ser vivificada na experiência pessoal dos cristãos, em geral e não individualmente). Finalmente, toda doutrina deve ser defendida "racionalmente", pois não separa-se a fé da razão. Tradição, experiência e razão, entretanto, estão sempre sujeitas às Escrituras, que são primárias. 

## Princípios

### Escritura
Wesley insistiu que as Escrituras são a primeira autoridade e contêm o ùnico parâmetro pela qual todas as outras verdades são testadas. Foi proferido por autores divinamente inspirados. É uma regra suficiente por si só. Não precisa nem é capaz de qualquer adição. As referências bíblicas à justificação pela fé como a iniciação para a santidade bíblica são: Deut. 30:6; Sal. 130:8; Ezeque. 36:25, 29; Mat. 5:48; 22:37; Lucas 1:69; João 17:20–23; Rom 8:3–4; II Cor. 7:1; Ef. 3:14; 5:25–27; I Tess. 5:23; Tito 2:11–14; 1 João 3:8; 4:17. 

### Tradição
Wesley escreveu que geralmente se acredita que a evidência tradicional é enfraquecida pelo tempo, pois deve passar por muitas pessoas numa sucessão contínua de eras. Embora outras evidências sejam talvez mais fortes, ele insistiu que “Não subestime as evidências tradicionais. Que tenha o seu lugar e a devida honra. É altamente útil em seu tipo e em seu grau".  Ele afirma que aqueles que têm uma compreensão forte e clara devem estar conscientes da sua plena legitimidade. Pois, fornece a evidência uma ligação através de 1.700 anos de história com Jesus e os apóstolos. O testemunho da justificação e da santificação é uma corrente ininterrupta que nos leva à comunhão com aqueles que terminaram a corrida, travaram a luta e que agora reinam com Deus na sua glória e poder. 

### Razão
Embora as Escrituras sejam suficientes por si mesmas e sejam o fundamento da verdadeira religião, Wesley escreveu: "Agora, de excelente utilidade é a razão, se quisermos compreender a nós mesmos, ou explicar aos outros, esses oráculos vivos".  Ele afirma que sem a razão não podemos compreender as verdades essenciais das Escrituras. A razão, porém, não é uma mera invenção humana. Deve ser orientada pelo Espírito Santo se quisermos compreender os mistérios de Deus. Quanto à justificação pela fé e à santificação, Wesley disse que embora a razão não possa produzir fé, quando a razão imparcial fala podemos compreender o novo nascimento, a santidade interior e a santidade exterior. 

### A experiência
Para além das Escrituras, a experiência é a prova mais forte do cristianismo. "O que as Escrituras prometem, eu desfruto". Mais uma vez, Wesley insistiu que não podemos ter uma certeza razoável de algo a não ser que o tenhamos experimentado pessoalmente. John Wesley tinha a certeza tanto da justificação como da santificação porque as tinha experimentado na sua própria vida. O que o Cristianismo prometia (considerado como uma doutrina) foi cumprido na sua alma. Além disso, o cristianismo (considerado como um princípio interior) é a conclusão de todas essas promessas. Se a prova tradicional é complexa, a experiência é simples: "Uma coisa eu sei; eu era cego, mas agora vejo". Embora a tradição estabeleça a prova a uma grande distância, a experiência torna-a presente a todas as pessoas. Quanto à prova da justificação e da santificação, Wesley afirma que o cristianismo é uma experiência de santidade e felicidade, a imagem de Deus impressa num espírito criado, uma fonte de paz e amor que brota para a vida eterna. 

## Aplicação
O Quadrilátero Wesleyano é ensinado em várias denominações metodistas. A Igreja Metodista Unida afirma que “Wesley acreditava que o núcleo vivo da fé cristã era revelado nas Escrituras, iluminado pela tradição, vivificado na experiência pessoal e confirmado pela razão. As Escrituras [no entanto] são primárias, revelando a Palavra de Deus "na medida em que é necessário para a nossa salvação."  A Igreja Metodista Livre ensina: 

Na Igreja Metodista Livre, acreditamos que toda a verdade é a verdade de Deus. Se algo é verdade, aceitamo-lo como vindo do Senhor. Em primeiro lugar, consideramos as Escrituras como a fonte primária da verdade revelada e inspirada por Deus para nós. E também aceitamos a verdade que é encontrada em três outros lugares: razão, tradição e experiência. Juntamente com as Escrituras, isto passou a ser chamado o Quadrilátero Wesleyano e acreditamos que informa a nossa teologia.
Wesley consierou que as quatro fontes de autoridade não são apenas como prescritivas (prescrever uma conduta) de como alguém deve formar a sua teologia, mas também como descritivas (descreve um enunciado/regra) de como quase qualquer pessoa forma a teologia. Como observador  do comportamento humano e pragmático, a abordagem de Wesley ao Quadrilátero foi certamente fenomenológica, descrevendo de forma prática como as coisas realmente funcionam na experiência humana real. Assim, quando Wesley fala de “Tradição”, ele não se refere apenas à antiga Tradição da Igreja e aos escritos dos grandes teólogos e Padres da Igreja dos tempos passados, mas também às influências teológicas imediatas e presentes que contribuem para a compreensão da divindade e da teologia cristã. A "tradição" pode incluir influências como crenças, valores e instruções da família e da educação de uma pessoa. Também pode incluir as várias crenças e valores que encontramos e que afetam a compreensão das Escrituras. 
No entendimento Metodista Unido, tanto os leigos quanto o o clero comungam da “nossa tarefa teológica”. A tarefa teológica é o esforço contínuo para viver como cristãos no meio das complexidades de um mundo secular. O método é referido no Metodismo como "nossas diretrizes teológicas" e é ensinado aos seus presbíteros no seminário como a abordagem principal para interpretar as escrituras e obter orientação para questões morais e dilemas enfrentados na vida diária. 